# Enoxastrobin
Enoxastrobin ist eine chemische Verbindung aus der Gruppe der Methoxyacrylate und Strobilurine.

## Verwendung
Enoxastrobin wird als Fungizid verwendet. Es wirkt durch Hemmung der Zellatmung (QoL-Fungizid). Die Verbindung wurde durch die Rohm and Haas Company entdeckt und durch das Shenyang Research Institute of Chemical Industry untersucht.
In Deutschland, Österreich und der Schweiz sind keine Pflanzenschutzmittel mit diesem Wirkstoff zugelassen.